# Day by Day
DAY BY DAY – szósty minialbum południowokoreańskiej grupy T-ara, wydany 3 lipca 2012 roku, a na płycie 5 lipca 2012.

## Lista utworów
| Nr | Tytuł                        | Słowa                                               | Kompozycja                      | Aranżacja                       | Czas |
| -- | ---------------------------- | --------------------------------------------------- | ------------------------------- | ------------------------------- | ---- |
| 1. | "DAY BY DAY"                 | Ahn Young-min, Cho Young-soo, Kim Tae-hyun, K-SMITH | Cho Young-soo, Kim Tae-hyun     | Cho Young-soo, Kim Tae-hyun     | 3:28 |
| 2. | "HOLIDAY"                    | Kim Ki-beom, Kang Ji-won                            | Kim Ki-beom, Kang Ji-won        | Kang Ji-won                     | 3:16 |
| 3. | "Tteonajima" (kor. 떠나지마) | Ahn Young-min                                       | Cho Young-soo                   | Cho Young-soo                   | 3:48 |
| 4. | "HUE"                        | Kim Ki-beom, Kang Ji-won                            | Kim Ki-beom, Kang Ji-won        | Kang Ji-won                     | 3:26 |
| 5. | "Sarangnori" (kor. 사랑놀이) | Kim Hee-sun                                         | Park Deok-sang, Park Hyun-joong | Park Deok-sang, Park Hyun-joong | 3:17 |

## MIRAGE
Minialbum został wydany ponownie 4 września 2012 roku pod tytułem MIRAGE.
| Nr | Tytuł                                            | Czas |
| -- | ------------------------------------------------ | ---- |
| 1. | "SEXY LOVE"                                      | 3:45 |
| 2. | "Najgwa Bam (LOVE ALL)" (kor.낮과 밤 (LOVE ALL)) | 3:25 |
| 3. | "DAY BY DAY"                                     | 3:29 |
| 4. | "HOLIDAY"                                        | 3:16 |
| 5. | "Tteonajima" (kor. 떠나지마)                     | 3:49 |
| 6. | "HUE"                                            | 3:26 |
| 7. | "Sarangnori" (kor. 사랑놀이)                     | 3:17 |

## Notowania
| DAY BY DAY                         | DAY BY DAY |
| Lista                              | Pozycja    |
| ---------------------------------- | ---------- |
| Gaon Weekly Albums Chart           | 5          |
| Gaon Monthly Albums Chart          | 4          |
| Hanteo Weekly Physical Album Chart | 2          |